# طرفدارنامه

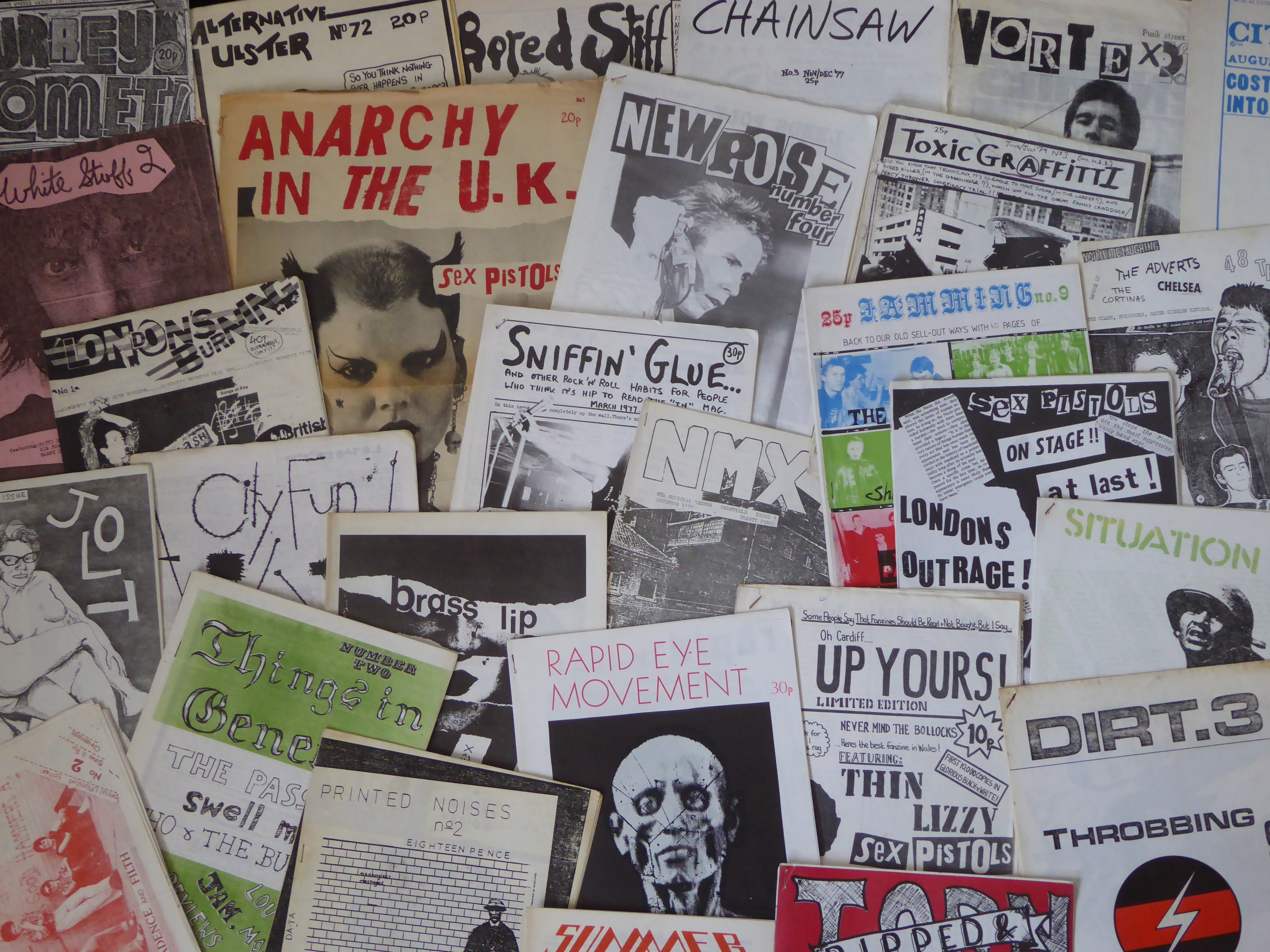
نمونه ای از طرفدارنامه

طرفدارنامه (به انگلیسی: Fanzine) نشریه غیرحرفه‌ای و غیر رسمی منتشر شده توسط طرفداران یک پدیده فرهنگی ویژه (مانند پدیده‌ای ادبی و موسیقی) می‌باشد که به منظور لذت بردن دیگر طرفدارانی که دارای علاقهٔ مشترکی هستند منتشر می‌گردد. واژه طرفدارنامه نخستین بار توسط راس پاوونت به هنگامی که وی طرفدارنامه علمی تخیلی ای را منتشر کرده بود، مطرح گشت و پس از آن توسط عامه مورد استفاده قرار گرفت. معمولاً آماده سازی و انتشار طرفدارنامه به صورت غیر انتفاعی و داوطلبانه صورت می‌گیرد. طرفدارنامه دارای مفهومی متفاوت از مجلهٔ طرفداران می‌باشد.
ریشه‌های مفهوم طرفدارنامه به قرن ۱۹ باز می‌گردد به هنگامی که بسیاری از گروه‌های ادبی در آمریکا انجمن مطبوعات غیرحرفه‌ای را تشکیل می دادند که آثار ادبی غیرحرفه‌ای را منتشر نموده که در میان طرفداران و گاه مردم عادی نیز پخش می‌شد. با افزایش دسترسی به اینترنت در اواخر قرن ۲۰ و اوایل قرن ۲۱ مواردی چون طرفدارنامه‌های اینترنتی (به انگلیسی: webzine) و مجله آنلاین پدید آمدند که جایگزین بسیاری از انواع طرفدارنامه‌های چاپی گشتند.

## دسته بندی طرفدارنامه‌ها
- طرفدارنامه علمی تخیلی
- طرفدارنامه رسانه
- طرفدارنامه طنز
- طرفدارنامه فیلم ترسناک
- طرفدارنامه موسیق راک اند رول
- طرفدارنامه پانک
- طرفدارنامه مُد (خرده فرهنگ‌های جوانان)
- طرفدارنامه موسیق محلی
- طرفدارنامه بازی نقش‌آفرینی
- طرفدارنامه بازی‌های ویدئویی
- طرفدارنامه بازی شبیه‌سازی جنگی
- طرفدارنامه ورزش